# Naomi Grossman
Naomi Wright Grossman (Denver, 6 de fevereiro de 1975) é uma atriz americana. Ela é mais conhecida por interpretar Pepper em American Horror Story: Asylum e American Horror Story: Freak Show.

## Filmografia

### Cinema
| Ano  | Título                           | Papel               |
| ---- | -------------------------------- | ------------------- |
| 2009 | Table for Three                  | Atriz               |
| 2016 | Fear, Inc.                       | Cat                 |
| 2016 | The Chair                        | Madre               |
| 2017 | An Accidental Zombie (Named Ted) | Carrie              |
| 2018 | Painkillers                      | Enfermeira Sheralyn |
| 2018 | Sleep Away                       | Sra. Sturridge      |
| 2019 | Bite Me                          | Chrissy             |
| 2019 | The Lurker                       | Grace Fisher        |
| 2019 | 1BR                              | Janice              |
| 2020 | Murder RX                        | Susan Rivera        |
| 2020 | Sky Sharks                       | Natalie Rochefort   |
| 2021 | Just Swipe                       | Tony                |
| 2022 | The Allnighter                   | Passageira          |
| 2023 | Oblivious                        | Willow              |
| 2023 | Replica                          | Anna                |
| 2024 | Hauntology                       | Annalisa Drouais    |
| 2025 | Pet Investigators                | Patricia Brown      |
| 2025 | Him                              | Marjorie            |

### Televisão
| Ano       | Título                            | Papel                 | Notas                                      |
| --------- | --------------------------------- | --------------------- | ------------------------------------------ |
| 1990      | Father Dowling Mysteries          | Garota de confirmação | Episódio: "The Passionate Painter Mystery" |
| 1998      | Sabrina, the Teenage Witch        | Líder de torcida      | Episódio: "The Pom Pom Incident"           |
| 2012      | FammGlamm                         | Gazelda               | Episódio: "Quality Control"                |
| 2012–2013 | American Horror Story: Asylum     | Pepper                | 7 episódios                                |
| 2014      | American Horror Story: Freak Show | Pepper                | 10 episódios                               |
| 2016-2020 | Alley Way                         | Reagan                | 8 episódios                                |
| 2016      | Point Society                     | Peregrina             | 2 episódios                                |
| 2017-2019 | ctrl alt delete                   | Lorna                 | 12 episódios                               |
| 2018      | Casual                            | Tanya                 | Episódio: "All About You"                  |
| 2018      | American Horror Story: Apocalypse | Samantha Crowe        | 2 episódios                                |
| 2019      | Wizard School Dropout             | Figgy                 | 6 episódios                                |
| 2020      | Good Girls                        | Dra. Amanda Johnson   | Episódio: "Frere Jacques"                  |
| 2021      | American Horror Stories           | Rabid Ruth            | Episódio: "Drive In"                       |
| 2023      | Obliterated                       | Janet                 | Episódio: "Born in the U.S.S.R."           |

### Video game
| Ano  | Título                    | Papel            |
| ---- | ------------------------- | ---------------- |
| 2020 | Mafia: Definitive Edition | Vozes adicionais |